# Букшань (комуна, Джурджу)
Букшань, Букшані (рум. Bucșani) — комуна у повіті Джурджу в Румунії. До складу комуни входять такі села (дані про населення за 2002 рік):
- Ангелешть (158 осіб)
- Букшань (1090 осіб) — адміністративний центр комуни
- Ваду-Лат (840 осіб)
- Голяска (534 особи)
- Обедень (361 особа)
- Подішор (612 осіб)
- Уєшть (428 осіб)

Комуна розташована на відстані 35 км на захід від Бухареста, 57 км на північний захід від Джурджу, 146 км на схід від Крайови, 142 км на південь від Брашова.

## Населення
За даними перепису населення 2002 року у комуні проживали 4023 особи.
Національний склад населення комуни:
| Національність | Кількість осіб | Відсоток |
| -------------- | -------------- | -------- |
| румуни         | 4014           | 99,8%    |
| цигани         | 5              | 0,1%     |
| угорці         | 2              | < 0,1%   |
| серби          | 1              | < 0,1%   |
| євреї          | 1              | < 0,1%   |

Рідною мовою назвали:
| Мова             | Кількість осіб | Відсоток |
| ---------------- | -------------- | -------- |
| румунська        | 4016           | 99,8%    |
| циганська        | 4              | 0,1%     |
| угорська         | 2              | < 0,1%   |
| єврейська (їдиш) | 1              | < 0,1%   |

Склад населення комуни за віросповіданням:
| Релігія       | Кількість осіб | Відсоток |
| ------------- | -------------- | -------- |
| православні   | 4011           | 99,7%    |
| баптисти      | 6              | 0,1%     |
| римо-католики | 5              | 0,1%     |

## Зовнішні посилання
- Дані про комуну Букшань на сайті Ghidul Primăriilor [Архівовано 19 січня 2013 у Wayback Machine.]